# 尤尼克

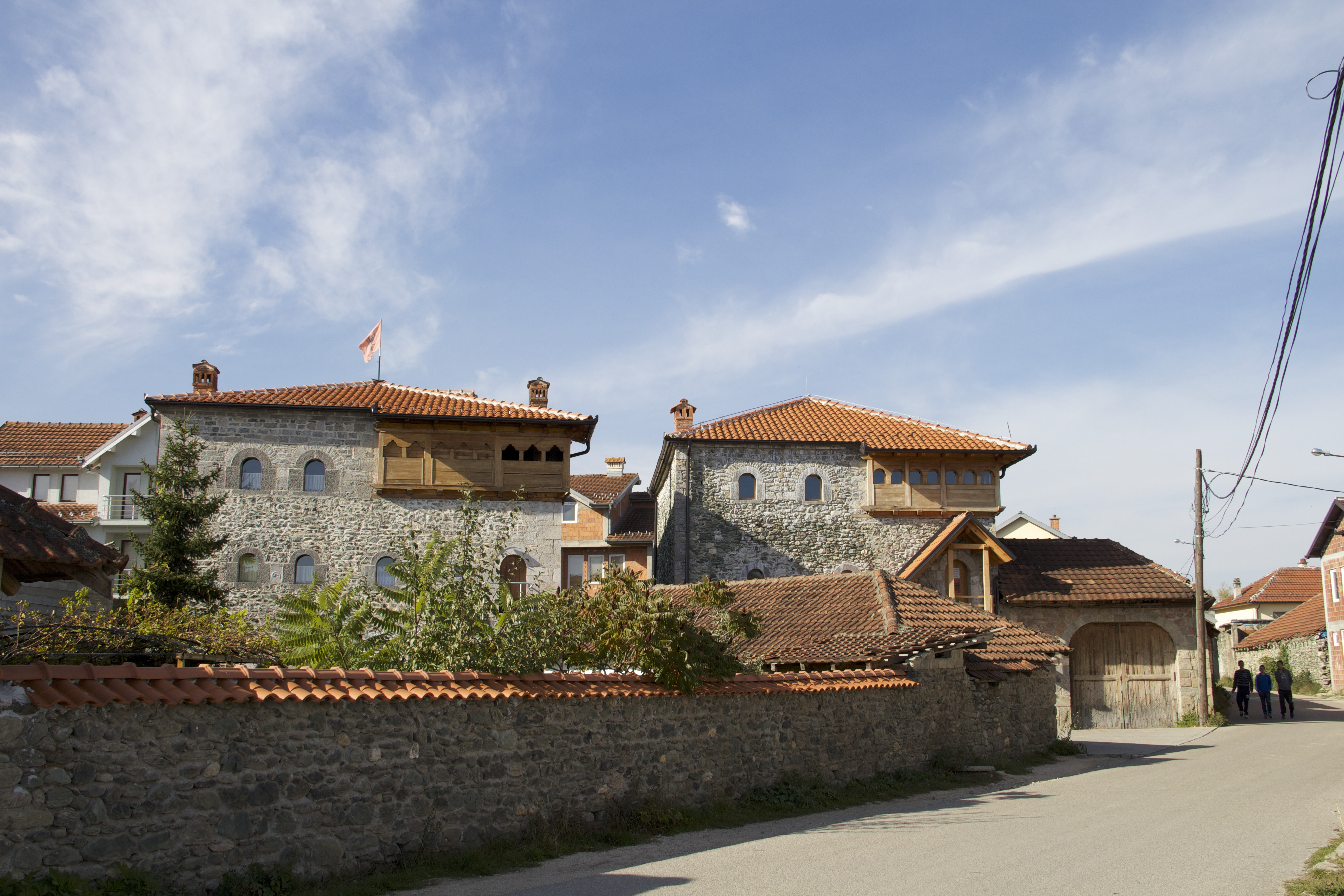
街景

尤尼克（羅馬化：Junik），是科索沃賈科維察區尤尼克市镇内的城鎮及其行政中心。位於該國西部，毗鄰與阿爾巴尼亞接壤的邊境，主要經濟活動有農業。整个市镇面積为78平方公里，2011年城镇人口6,053，而整个市镇人口6,078。

## 外部連結
- 尤尼克市镇官方网站 （页面存档备份，存于）